# Blow Horn
Pour plus de détails, voir Fiche technique et Distribution.
Blow Horn est un film documentaire espagnol réalisé par Luis Miñarro, sorti  le 13 août 2009 au Festival international du film de Locarno, en Suisse.

## Synopsis
Le cinéaste Luis Miñarro suit un groupe d'amis lors d'un voyage contemplatif depuis leur retraite du centre Samye Dechi Ling en Espagne jusqu'en Inde au monastère de Shérab Ling. Dans ce documentaire presque silencieux qui crée une méditation visuelle pour les téléspectateurs, les compagnons se déplacent lentement vers leur destination, dans la communauté sereine, parlant peu, chacun se concentrant sur son propre voyage intérieur.

## Fiche technique
- Réalisation et scénario : Luis Miñarro
- Scénario : Lama Jinpa Gyamtso
- Production : Luis Miñarro Page Ostrow
- Photographie : Christophe Farnarier
- Montage : Marcos Flórez
- Pays de production :  Espagne
- Langue : Catalan, espagnol, anglais, tibétain
- Dates de sortie : 
  - Suisse le 13 août 2009 au Festival international du film de Locarno
  - Angleterre : 17 novembre 2009 au Leeds International Film Festival (en)
  - Espagne : 17 septembre 2010

## Distribution
- Lama Jinpa Gyamtso
- Ignacio Jaen
- Sangyé Nyenpa Rinpoché
- Taï Sitou Rinpoché
- Lama Champa Tsondu